# 克丽斯塔·金斯霍费尔
克丽斯塔·金斯霍费尔（德語：Christa Kinshofer，1961年1月24日—），德国女子高山滑雪运动员。她曾代表西德参加1980年和1988年冬季奥林匹克运动会高山滑雪比赛，获得二枚银牌和一枚铜牌。